# 具齿褐斑南星
具齿褐斑南星（学名：Arisaema meleagris var. sinuatum）为天南星科天南星属褐斑南星的变种。分布在中国大陆的云南、四川等地，生长于海拔2,000米至2,500米的地区，一般生于山坡灌丛草地，目前尚未由人工引种栽培。

## 别名
白附子（四川万源） 半夏（云南镇雄）